# Цамтичай
Цамтичай — река в России, протекает в Лакском и Гунибском районах Республики Дагестан. Длина реки составляет 28 км. Площадь водосборного бассейна — 202 км².
Устье реки находится в 31 км по правому берегу реки Каракойсу. В 20 км от устья, по правому берегу реки впадает река Хедчарчай.

## Данные водного реестра
По данным государственного водного реестра России относится к Западно-Каспийскому бассейновому округу, водохозяйственный участок реки — Сулак от истока до Чиркейского гидроузла. Речной бассейн реки — Терек.
Код объекта в государственном водном реестре — 07030000112109300001138.